# ヒツジ属
ヒツジ属（ヒツジぞく、Ovis）は、偶蹄目ウシ科に含まれる属。

## 分布
北アメリカ大陸西部、ユーラシア大陸
ウシ科内では最も広域に分布する。

## 形態
最大種はアルガリで体長オス180 - 200センチメートル、肩高オス115 - 130センチメートル、体重オス95 - 180キログラム。。メスよりもオスの方が大型になる。尾は短いが、家畜種はこの限りではない。顎に髭状の体毛は伸長しない。
雌雄共に角があり（ムフロンの一部個体群を除く）、多くの種で角はカーブし先端が前方や外側へ向かう。角の断面は三角形で、角表面の皺が明瞭。角の色彩は褐色。眼下部に臭腺（眼下腺）がある。涙骨には窪みがある。上顎骨と鼻骨の間に、前顎骨が突出しない。鼠蹊部（鼠蹊腺）、蹄の間（蹄間腺）に臭腺がある。
メスは角がより小型で、湾曲も小さい。乳頭の数は2個。

## 分類
更新世前期に出現したと考えられている。
以下の分類・英名はムフロンとウリアルを除いてMSW3（Grabb, 2005）、和名は今泉（1988）に従う。MSW3ではヒツジにムフロンとウリアルを亜種として含めているが、ICZN（2003）では家畜種と野生種（O. orientalis）の学名を区別しているため、この見解に従う。また、Rezaei et al.（2010）の系統図の見易さを考慮して、暫定的に今泉（1988）に従いウリアルを独立種として扱う。ただしムフロンの分類は混乱しており、今泉（1988）ではムフロンO. musimonとアジアムフロンO. orientalisの2種とされたが、Gentry et al.（2004）によるとO. musimonはO. ariesのシノニムで、Groves & Grubb（2011）によるとO. orientalisは交雑種に由来する不適格名であり、O. gmeliniが有効名とされる。
- Ovis ammon アルガリ Argali[4]
- Ovis aries ヒツジ
- Ovis canadensis ビッグホーン Bighorn sheep
- Ovis dalli ドールビッグホーン Dall's sheep （ビッグホーンに含む説もあり[3]）
- Ovis nivicola シベリアビッグホーン Snow sheep （ビッグホーンに含む説もあり[3]）
- Ovis orientalis[6] ムフロン Mouflon[4]
- Ovis vignei ウリアル Urial[3]（ムフロンの亜種とする説もあり[1]）

## 生態
高山、砂漠などに生息する。繁殖期を除いて雌雄別々に生活する。
食性は植物食で、主に草を食べる。

## 人間との関係
ムフロンが家畜化され、ヒツジになったと考えられている。
伐採や紛争などによる生息地の破壊、家畜との競合、密猟などにより生息数が減少している種もいる。

## 画像

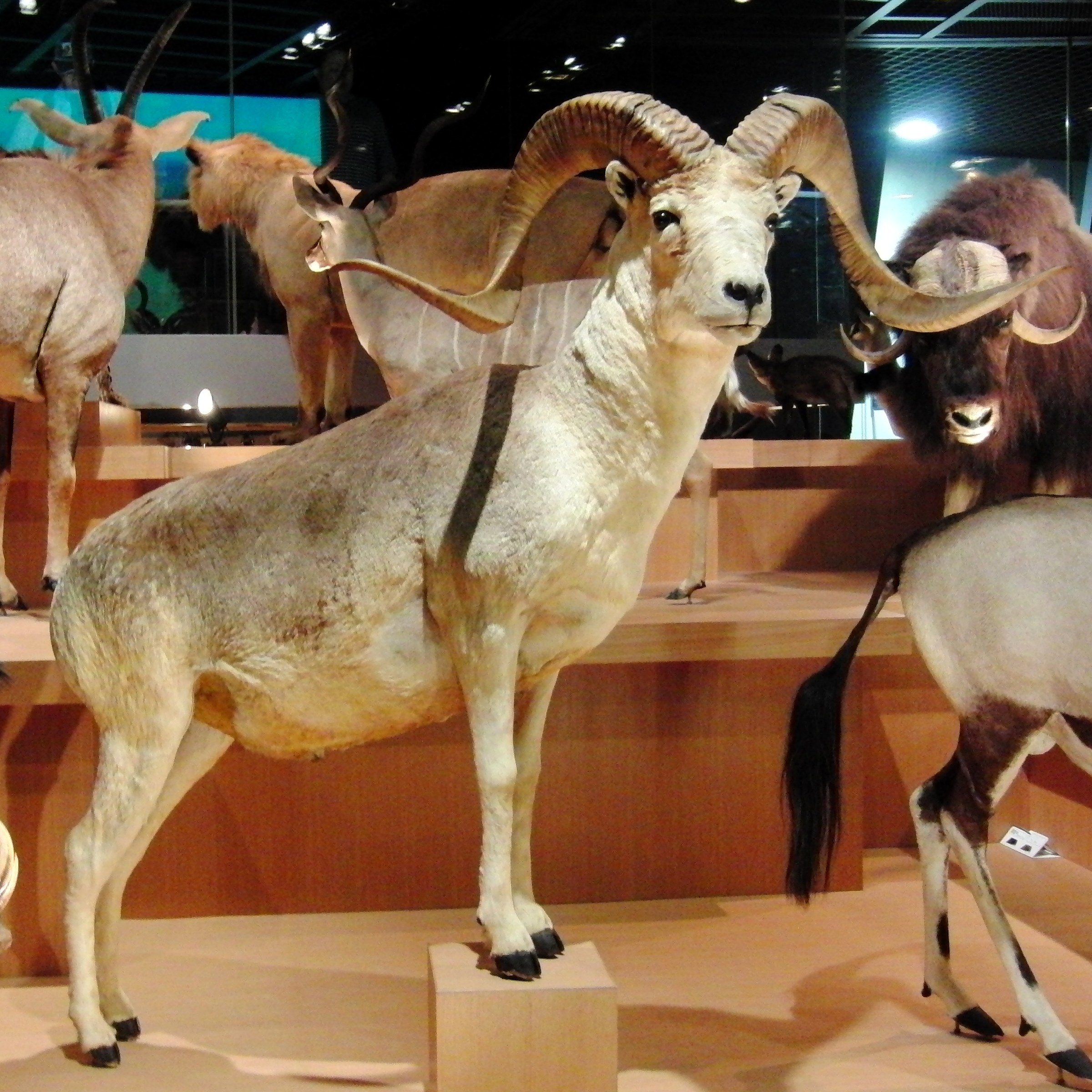
アルガリ O. ammon
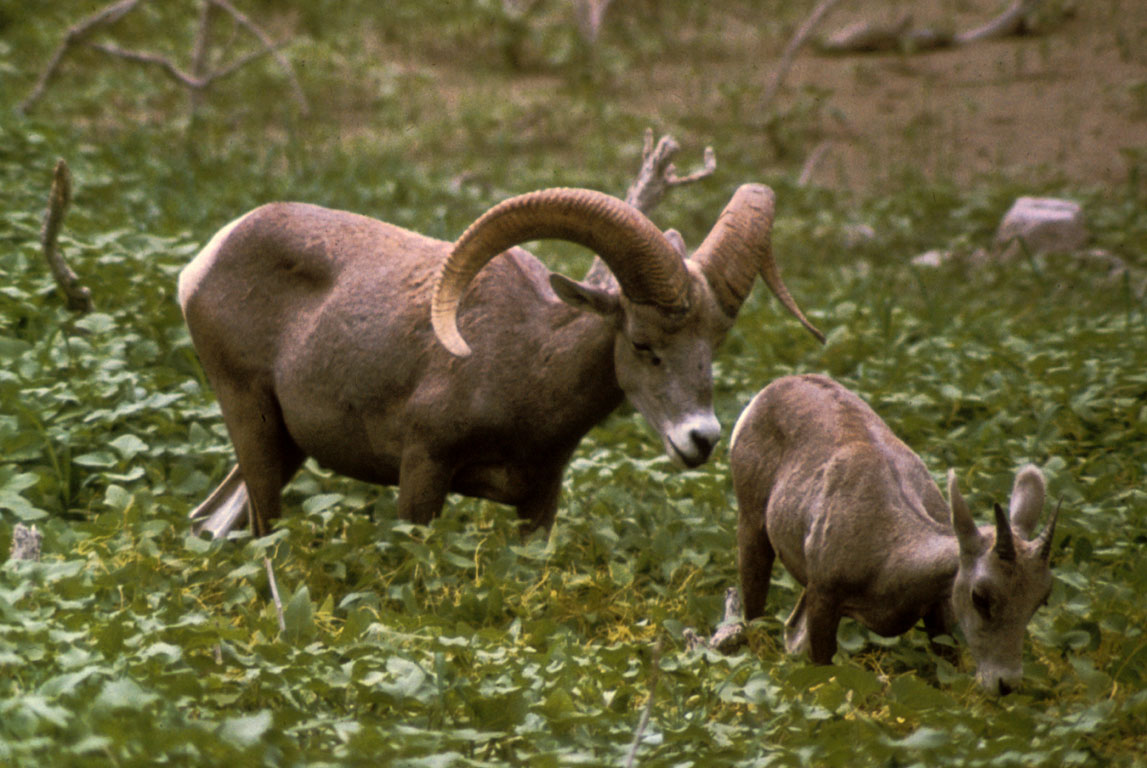
ビッグホーン O. canadensis
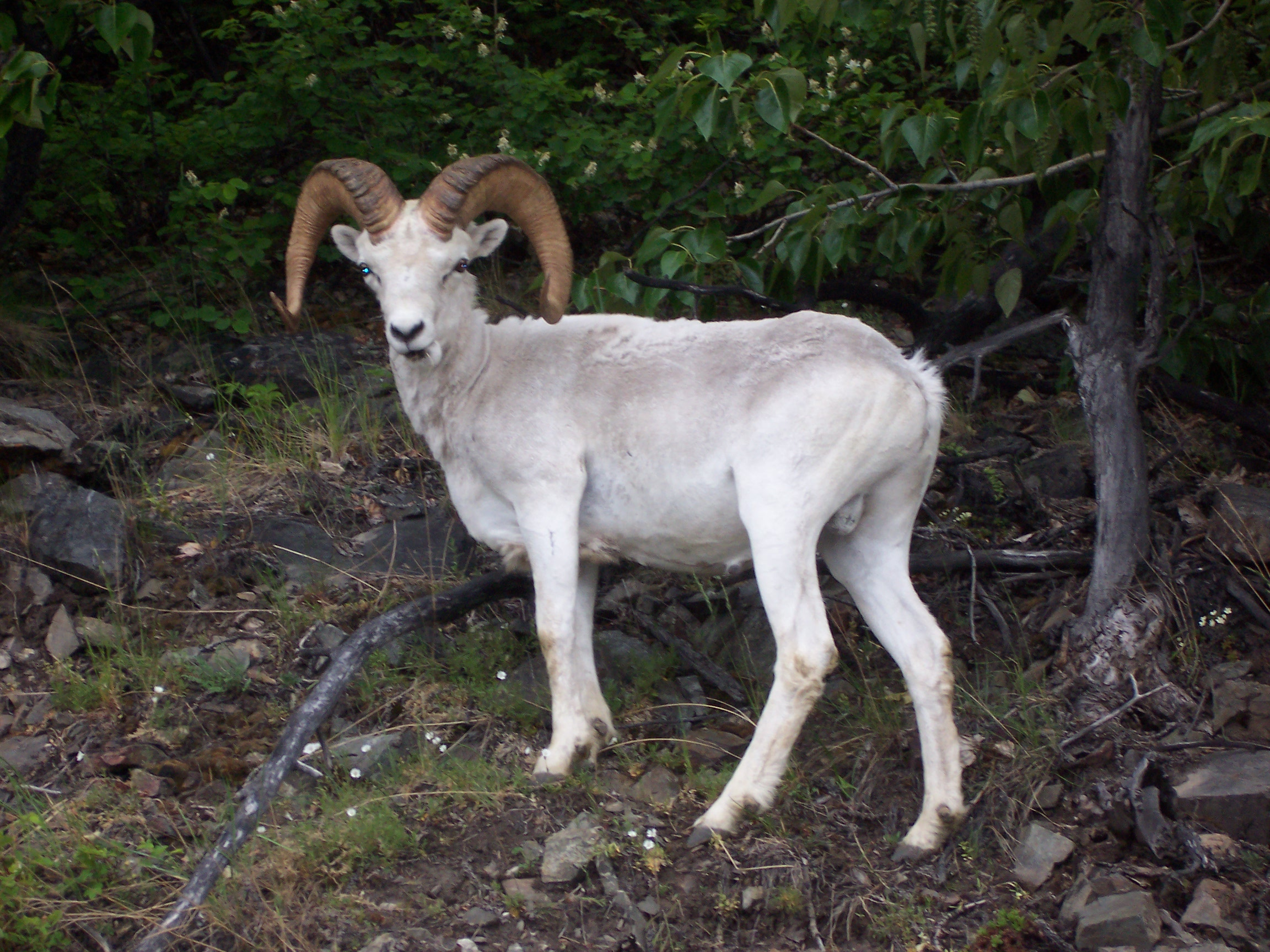
ドールビッグホーン O. dalli
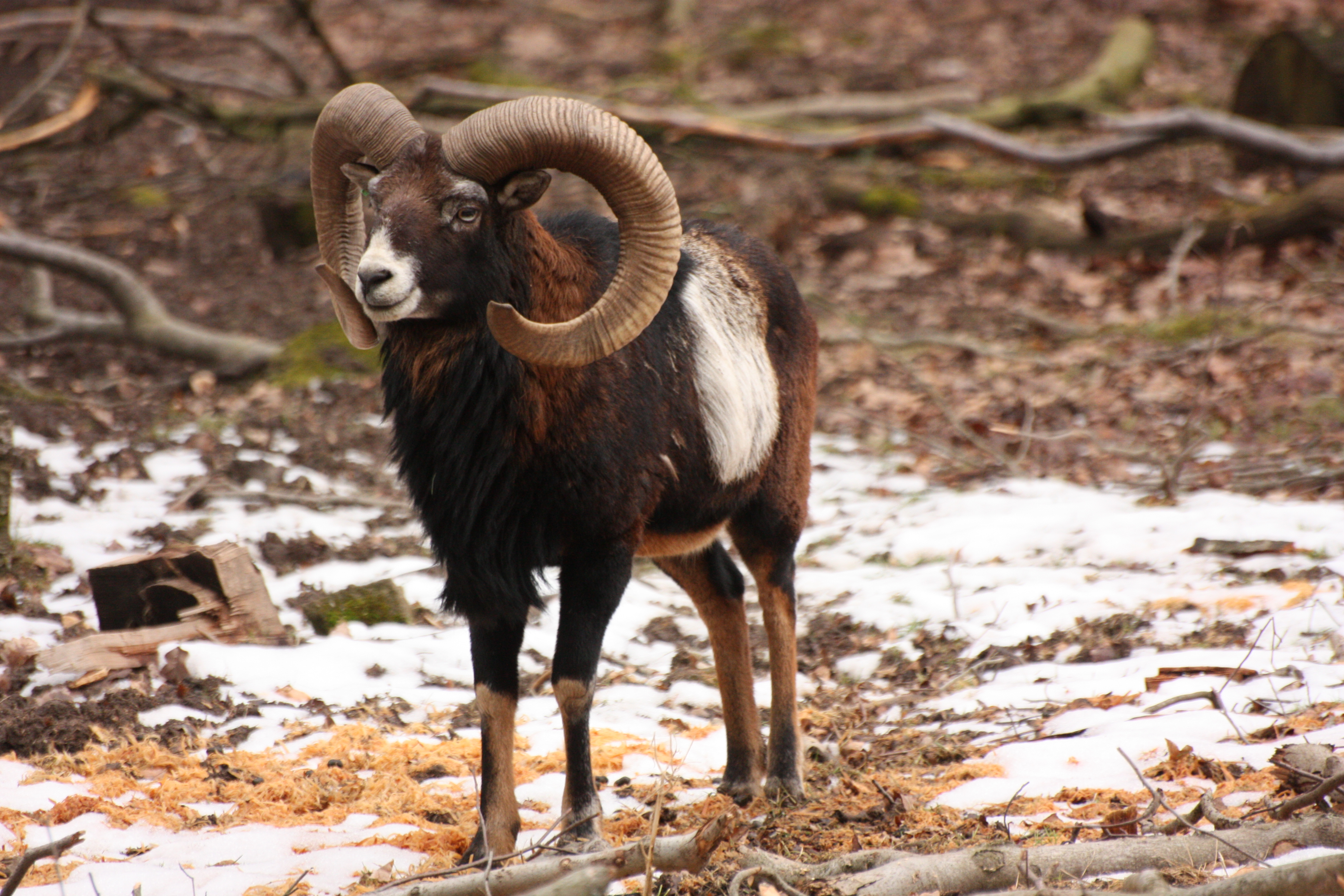
ムフロン O. orientalis